# 하이킥 엔젤스
《하이킥 엔젤스》(일본어: ハイキック・エンジェルス 하이킷쿠 엔제루스[*])는 2014년 공개된 일본의 액션 영화이다.

## 출연자
- 아오노 카에데 - 아카기 마키 역
- 미야하라 카논 - 야마나미 사쿠라 역
- 카와모토 마유 - 곤도 아스카 역
- 이토 리사코
- 모리시타 치사토 - 로즈 역
- 코야스 신고 - 오아시 역
- 나기시마 히로나
- 나카타니 류